# Aleksandar Makedonski
Aleksandar Makedonski (în limba macedoneană: Александар Македонски, însemnând în română: Alexandru Macedon) a fost o trupă de rock macedoneană. 

## Biografie
Aleksandar Makedonski s-a format în 1986 la Skopje, atunci în Republica Socialistă Macedonia ca o ramificație a proeminentei formații de punk rock Badmingtons. Din formație au făcut parte Vladimir Petrovski - Karter (la chitară, voce), Dejan Škartov-Deko (clape), Zoran Janković - Bajo (chitară bas), Vladimir Dimovski (baterie) și cântăreața Melita Stefanovska (voce de fundal). Spre deosebire de Badmington, care erau o trupă punk, Aleksandar Makedonski a fost inițial mai orientată spre pop rock. 
Al treilea fost membru Badmington, bateristul Boris Georgiev - But, s-a alăturat trupei idol de rock gotic Mizar și a cântat pentru primul lor album omonim lansat în 1988. 
Formația Aleksandar Makedonski a înregistrat mai multe piese pentru producția națională de muzică a radio-televiziunii macedonene și a devenit curând populară în toată țara. A lansat albumul de debut, denumit Za heroje i princeze, în 1988 cu casa de discuri Jugodisk în 1988. Spre deosebire de materialele lor anterioare, albumul a fost în limba sârbo-croată, deoarece a fost limba cea mai răspândită în piața multilingvă iugoslavă. 
În 1990, au apărut pe caseta cu compilații Demoskop 1, lansată de Mladinski Radio Klub 100, cu piesele „Mi se igra ...” și „Sekjavanja”. 
În formație, au apărut curând schimbări. Melita Stefanovska a plecat și s-a alăturat trupei de rock alternativ, formată numai din femei, Royal Albert Hall (care a apărut și ea pe Demoskop 1 alături de fosta sa trupă), în timp ce Dimovski s-a alăturat grupului de rock psihedelic Kleržo (care, de asemenea, a apărut pe Demoskop 1) alături de Vlasto-Lucky și Škartov care s-au mutat ulterior în Italia în 1991.  
Karter a continuat să lucreze cu un nou basist Mite Brljamov, dar cu un stil muzical diferit. În 1991, au înregistrat piese pentru al doilea album planificat la studioul lui Nikola Kokan Dimuševski al trupei Leb i sol. Materialul a fost înregistrat de Vladimir Petrovski - Karter (chitare, voce); Igor Atanasoski - Hare (chitare); Vlasto 'Lucky' Janevik (bas); Mihajlo Kostadinovski - Miki (baterie). Albumul nu a fost niciodată lansată, însă piesa „Voz”, un duet cu Goran Tanevski de la Mizar, a fost preluată în 2013 și lansată pe compilația Document Macedonian - Pasul 4. Apoi grupul s-a despărțit. 
În 1995, Aleksandar Makedonski s-a refăcut cu Karter, Bajo, Deko și But, plus chitaristul Aleksandar Krstevski - Cane. Prima lansare a acestora a fost piesa "Ako bide se vo red", înregistrată în martie 1995 și lansată pe compilația Document Macedonian - Pasul 2 în acel an. În perioada mai 1995 și mai 1996, a fost înregistrat cel de-al doilea album al grupului Moeto carstvo, fiind lansat de casa de discuri Makoton în 1996. Toți cei trei membri originali ai formației Badmington apar în albumul Moeto carstvo, ceea ce îi dă albumului un stil care amintește de Badmington, Alanis Morissette și rock and roll-ul anilor 1950. 
În 1997, grupul s-a desființat, iar Karter a trecut la lucrări de studio și film, formând un grup nou numit Opstrukcija în acel an. Opstrukcija și-a lansat singurul lor album, Sistem, în 1999. Badmington s-au reunit în 2002 și 2007. Un singur CD, „Ako mi dadesh”, a fost lansat în 2007, cu toate că piesa a fost creditată ca aparținând trupei Badmington (și creditată ca aparținând trupei Opstrukcija în filmul propriu-zis). 

## Discografie
- Za heroje i princeze (1988)
- Moeto Carstvo (1996)